# Artibeus fimbriatus
Artibeus fimbriatus е вид бозайник от семейство Phyllostomidae.

## Разпространение и местообитание
Видът е разпространен в тропическите части на Южна Америка. Среща се в Аржентина, Бразилия и Парагвай.